# همه‌پرسی الحاق اتریش به آلمان
همه‌پرسی الحاق اتریش به آلمان یک همه‌پرسی در روز ۱۰ آوریل سال ۱۹۳۸ بود که آنشلوس، انضمام اتریش به آلمان را به رای مردم اتریش گذاشت. همزمان همه‌پرسی مشابهی بر سر همین موضوع در آلمان برگزار گردید. سؤالی که مردم اتریش می‌بایست به آن جواب می‌دادند به این قرار بود: «آیا شما با اتحاد مجدد اتریش با رایش آلمان که در ۱۳ مارس اجرایی شد، موافق هستید و آیا شما به فهرست (رایشس‌تاگ) پیشوای ما رای می‌دهید؟» انضمام اتریش به آلمان با رای مثبت ۹۹٫۰۷ درصدی با مشارکت ۹۹٫۵۹ درصدی واجدین شرایط، در این همه‌پرسی به تأیید رسید.